# Batalla del Bruch
La batalla del Bruch es el nombre de dos enfrentamientos que tuvieron lugar entre tropas españolas y francesas en las inmediaciones de la localidad barcelonesa del Bruch durante la guerra de la Independencia española.

## Primer enfrentamiento
El 5 de junio de 1808 una columna francesa comandada por Schwartz salió de Barcelona en dirección a Lérida y Zaragoza. También tenía la orden de pasar por Manresa e Igualada. Los efectivos de la columna francesa sumaban 3.800 hombres. Para llegar a Manresa, debían forzar el paso del Bruch.
El mismo día 4, un gran aguacero sorprendió a la columna francesa, que se refugia en Martorell. Esta situación permitió organizar la acción del Bruch, que tuvo lugar el 6 de junio de 1808. Las fuerzas que se enfrentaron a los franceses estaban encabezadas por soldados del Regimiento de Soldados Suizos número 1 de Wimpffen y soldados desertores varones escapados de la guarnición de Barcelona. Los voluntarios y somatenes catalanes que se incorporaron a la batalla provenían de Manresa y su corregimiento, así como de Igualada y sus pueblos vecinos. Fueron encabezados por el igualadino Antonio Franch y Estalella (cf. Antonio Franch y Estalella. Héroe del Bruc y primer caudillo catalán en la guerra de Independencia. Galería de Hombres Ilustres. 1903).
En total llegaban a unos 2000 hombres. El resultado de la emboscada estratégica fue la retirada de la columna francesa, con 300 hombres muertos y uno de los cañones perdido al hundirse el puente de Abrera, cuando se retiraban en dirección a Barcelona.

## Segundo enfrentamiento
El 14 de junio de 1808 tuvo lugar el segundo enfrentamiento. Los franceses llegaron al Bruch con dos columnas de ejército, una que avanzaba por Collbató y una segunda que seguía por la carretera. Sin embargo, los defensores, que habían tenido tiempo de fortificarse, les recibieron con un nutrido fuego artillero. Los franceses, tras el enfrentamiento, retrocedieron de nuevo, dejando tras de sí nuevos saqueos y edificios incendiados en el Bruch.

## Leyenda

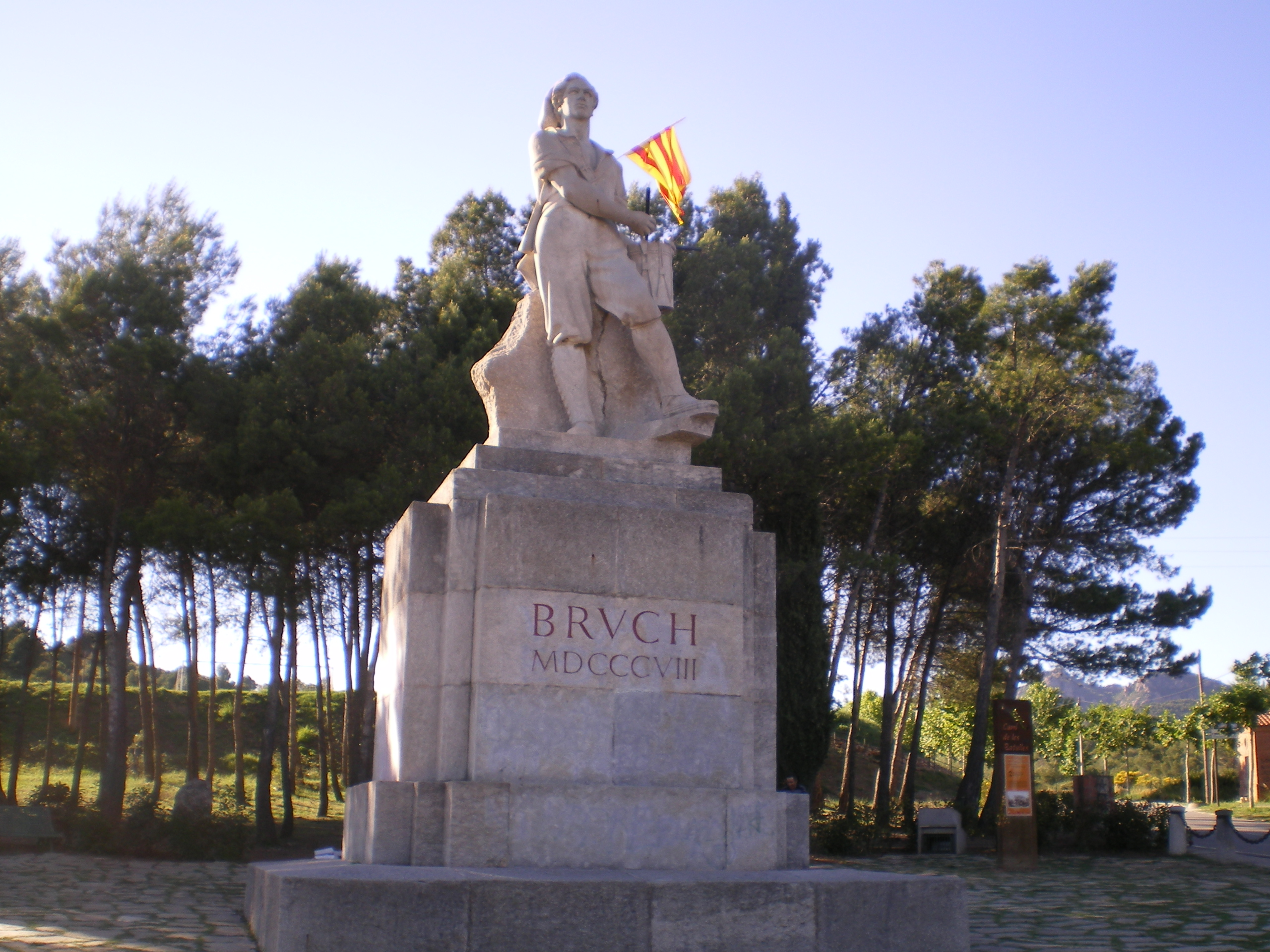
El tambor del Bruch

Aquí es donde surge la historia del Niño del Tambor. Esta historia cuenta el episodio del joven pastorcillo que pone en fuga a las tropas napoleónicas con la colaboración del eco de las montañas de Montserrat. Isidro Llusá y Casanovas, el niño de la historia, no podía combatir por su edad, pero quiere ayudar a su pueblo contra los franceses, así que toma su tambor y se pone a tocar. El eco de las montañas hace que dé la impresión que son miles de tamborileros, por lo que el ejército francés se bate en retirada.
En el lugar, hay un monumento, y una inscripción, que dice:

Viajero, para aquí, que el francés también paró, el que por todo pasó no pudo pasar de aquí.